# Alcanhões
Alcanhões ist eine Kleinstadt (Vila) und Gemeinde in Portugal.

## Geschichte
Ausgrabungen, insbesondere die Überreste eines Bades  (Ruínas de Balneários Romanos) belegen eine römische Siedlung. Seit der maurischen Eroberung Santaréms 715 siedelten Araber hier, bis zur endgültigen Eroberung des Ortes 1147 in der mittelalterlichen Reconquista. Seit dem 12. Jahrhundert war Alcanhões als eine Ortschaft der Gemeinde São Mateus verzeichnet.
Die portugiesische Königsfamilie traf sich hier gelegentlich, in ihrem Paços Reais de Alcanhões genannten Anwesen, zu nennen König D. Pedro I. und später sein Sohn, König D. Fernando. Danach, ab Ende des 14. Jahrhunderts, suchte die Königsfamilie den Ort dann kaum noch auf.
Anfang des 16. Jahrhunderts war der kleine Ort bis auf 30 Haushalte gewachsen und erhielt mit seiner manieristischen Kirche ein eigenes Gotteshaus, vermutlich um 1514. Die Paços Reais dagegen verfielen zunehmend, und König D. Manuel gab den Besitz an seinen leitenden Regierungsbeamten João de Meneses.
Am 6. Oktober 1852 wurde Alcanhões zu einer eigenständigen Gemeinde und die Gemeinde São Mateus aufgelöst.
Am 1. März 1928 wurde Alcanhões zur Kleinstadt (Vila) erhoben.

## Verwaltung
Alcanhões ist Sitz einer gleichnamigen Gemeinde (Freguesia) im Kreis (Concelho) von Santarém im Distrikt Santarém. In ihr leben 1344 Einwohner  auf einer Fläche von 11 km² (Stand 19. April 2021).
Der namensgebende Ort ist die einzige Ortschaft der Gemeinde, daneben existieren im Gemeindegebiet einige alte Landgüter (Quintas) wie die denkmalgeschützte Quinta das Abóboras oder die Quinta das Ladeiras.
| Bevölkerungsentwicklung der Gemeinde Alcanhões (1864–2011) | Bevölkerungsentwicklung der Gemeinde Alcanhões (1864–2011) | Bevölkerungsentwicklung der Gemeinde Alcanhões (1864–2011) | Bevölkerungsentwicklung der Gemeinde Alcanhões (1864–2011) | Bevölkerungsentwicklung der Gemeinde Alcanhões (1864–2011) | Bevölkerungsentwicklung der Gemeinde Alcanhões (1864–2011) | Bevölkerungsentwicklung der Gemeinde Alcanhões (1864–2011) | Bevölkerungsentwicklung der Gemeinde Alcanhões (1864–2011) | Bevölkerungsentwicklung der Gemeinde Alcanhões (1864–2011) | Bevölkerungsentwicklung der Gemeinde Alcanhões (1864–2011) | Bevölkerungsentwicklung der Gemeinde Alcanhões (1864–2011) | Bevölkerungsentwicklung der Gemeinde Alcanhões (1864–2011) | Bevölkerungsentwicklung der Gemeinde Alcanhões (1864–2011) | Bevölkerungsentwicklung der Gemeinde Alcanhões (1864–2011) | Bevölkerungsentwicklung der Gemeinde Alcanhões (1864–2011) |
| ---------------------------------------------------------- | ---------------------------------------------------------- | ---------------------------------------------------------- | ---------------------------------------------------------- | ---------------------------------------------------------- | ---------------------------------------------------------- | ---------------------------------------------------------- | ---------------------------------------------------------- | ---------------------------------------------------------- | ---------------------------------------------------------- | ---------------------------------------------------------- | ---------------------------------------------------------- | ---------------------------------------------------------- | ---------------------------------------------------------- | ---------------------------------------------------------- |
| 1864                                                       | 1878                                                       | 1890                                                       | 1900                                                       | 1911                                                       | 1920                                                       | 1930                                                       | 1940                                                       | 1950                                                       | 1960                                                       | 1970                                                       | 1981                                                       | 1991                                                       | 2001                                                       | 2011                                                       |
| 1 267                                                      | 1 415                                                      | 1 635                                                      | 1 872                                                      | 2 047                                                      | 2 114                                                      | 2 308                                                      | 2 359                                                      | 2 420                                                      | 2 359                                                      | 1 858                                                      | 1 993                                                      | 1 764                                                      | 1 615                                                      | 1 469                                                      |

## Persönlichkeiten
- Eduardo Rodrigues Areosa Feio (1890–1969), Offizier, Widerständler gegen die Estado Novo-Diktatur
- Jacinto Rego de Almeida (* 1942), Schriftsteller und Diplomat
- Samuel Pimenta (* 1990), Schriftsteller

Henrique de Barros Gomes, mehrfacher Minister und Direktor der Zentralbank Portugals, starb 1898 in der Quinta das Ladeiras in der Gemeinde Alcanhões.